# Jeff Allen (cestista 1961)
Jeffrey Lee Allen, detto Jeff (Norwalk, 8 febbraio 1961), è un ex cestista statunitense, professionista in Italia e in Spagna.

## Carriera
Venne selezionato dai Kansas City Kings al terzo giro del Draft NBA 1984 (56ª scelta assoluta).